# ژانی گل
ژانی گه‌ل (به کردی سورانی به معنی «درد [زایش یک] ملت») فیلمی با موضوع اجتماعی-سیاسی از جمیل رستمی است. این فیلم تولید سال ۱۳۸۵ و فیلم‌نامهٔ آن نوشتهٔ خسرو سینا است که بر پایهٔ رمان درد ملت از ابراهیم احمد نوشته شده‌است. این فیلم سابقه اکران به صورت محدود در سینما بهمن سنندج را در کارنامه دارد
همچنین در جشن خانه سینما موفق به دریافت جایزه بهترین موسیقی فیلم برای کارن همایونفر شد. ژانی گه‌ل تا کنون در سینماهای اروپا، آمریکا، ایران و عراق نمایش داده شده‌است. صدای فیلم به صورت دالبی دیجیتال ضبط شده‌است.

## داستان فیلم
جوامر (به کردی جوامێر) که در سلیمانیه (کردستان عراق) کارمند یکی از ادارات دولتی است، روز زایمان همسرش برای آوردن ماما از خانه خارج می‌شود. در میدان اصلی شهر تظاهرات تاریخی و معروف سال ۱۹۴۷ سلیمانیه در جریان است. مأمورین حکومتی، جمعیت را به گلوله می‌بندند و جوامر نیز که ناخواسته در صف اول مردم قرارگرفته زخمی و سپس به جرم اغتشاش دستگیر و زندانی می‌شود. ده سال بعد، در سال ۱۹۵۷ از حبسی اجباری، آزاد می‌شود و برای یافتن همسر و پسر ده ساله‌اش در کوران نا آرامی‌ها و حکومت نظامی به روستای «ده گلان» سفر می‌کند. تا اینکه…

## جوایز و جشنواره‌ها
- حضور در اسکار (۲۰۰۸)
- حضور در جشنواره پالم‌اسپرینگز
- حضور در جشنواره فستوریا – ستوبال
- حضور در جشنواره فیلم بمبئی
- حضور در جشنواره سالرنو
- حضور در جشنواره فیلم لندن
- حضور در جشنواره فیلم داکا
- حضور در جشنواره منچستر
- دریافت جایزه «پلاک طلای» کلوپ روتاری
- دریافت جایزه بهترین موسیقی فیلم ازجشن خانه سینما -[۳]